# Ромањано (Тренто)
Ромањано је насеље у Италији у округу Тренто, региону Трентино-Јужни Тирол.
Према процени из 2011. у насељу је живело 1481 становника. Насеље се налази на надморској висини од 208 м.